# Maiduguri

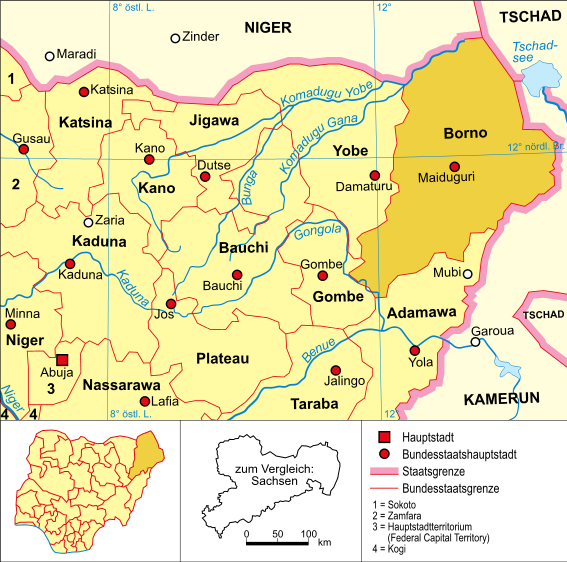
Maiduguri im Bundesstaat Borno

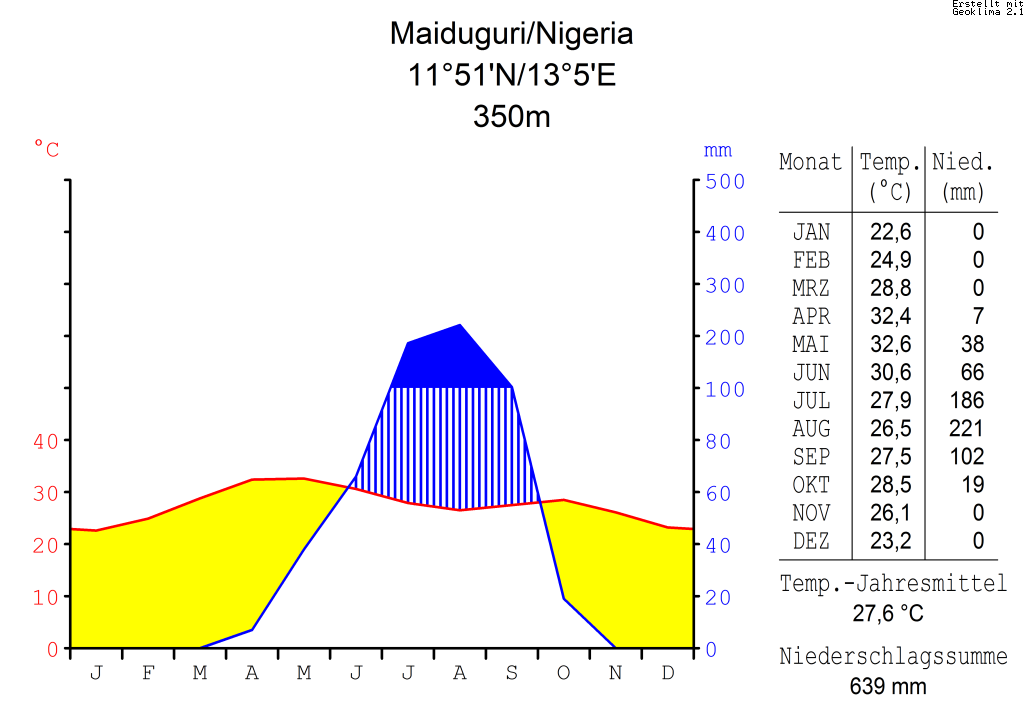
Klimadiagramm Maiduguri

Maiduguri ist eine Stadt in Nigeria. Sie ist Hauptstadt des Bundesstaates Borno. Am 1. Januar 2007 hatte sie 1.197.497 Einwohner. Die Gesellschaft für bedrohte Völker schätzte Anfang 2015 die Zahl der dort lebenden Menschen auf 3 Millionen, da innerhalb von 8 Monaten 1,5 Millionen Menschen vor den Angriffen der Boko Haram aus anderen Orten des Bundesstaates Borno in die Stadt flohen.

## Geographie
Maiduguri liegt im Nordosten des Landes am Zusammenfluss der Flüsse Ngadda und Goyo Kyauwo. Hier liegt auch der Schnittpunkt der Straße von Damasak nach Bama und der A3 von Port Harcourt über Damaturu nach Gambaru an der Grenze zum Tschad. Über diese Straße sind es 239 km bis nach N’Djamena. Die aus Calabar an der Bucht von Bonny kommende A4 endet hier. Eine Eisenbahnstrecke führt über Gombe nach Port Harcourt.

## Sprachen
Hausa ist, wie in ganz Nordnigeria, Verkehrssprache. Daneben wird, vor allem im universitären Bereich, Englisch gesprochen, sowie in und um Maiduguri Kanuri und Arabisch als Idiome der indigenen Gesellschaften.

## Geschichte

### Gründung der Stadt

Luftaufnahme von Maiduguri im Jahr 1930

Maiduguri ist noch relativ jung. Die Stadt wurde erst Anfang des 20. Jahrhunderts als britischer Militär- und Verwaltungsstützpunkt gegründet. Als politisches Zentrum des britischen Anteils am Sultanat Bornu ersetzte es die historischen Zentren Kukawa und Dikwa und wurde Sitz des Sultans. Im Juli 1951 wurde in Maiduguri von der Northern Elements Progressive Union (NEPU) die erste Islamiyya-Schule gegründet. Islamiyya-Schulen sind Schulen, in denen sowohl islamische als auch westliche Bildung vermittelt wird. Maiduguri ist Sitz einer katholischen Diözese.

### Angriffe islamischer Fundamentalisten
In der jüngsten Vergangenheit gab es immer wieder Spannungen zwischen Christen und Moslems, wobei letztere die Mehrheit in der Stadt und im Norden des Landes bilden. So kam es im Februar 2006 aufgrund dänischer Mohammedkarikaturen zu gewaltsamen Protesten und Ausschreitungen gegenüber der christlichen Minderheit. Dabei wurden Kirchen und Geschäfte zerstört sowie Christen getötet.
Im Juli 2009 kam es bei Angriffen von islamischen Fundamentalisten auf öffentliche Gebäude zu mehreren hundert Toten, tausende Menschen flohen. In Maiduguri befindet sich das Hauptquartier der islamischen Sekte Boko Haram.
Am 26. Juni 2011 griffen Mitglieder der Boko Haram drei Bierlokale mit Schusswaffen und Sprengkörpern an und töteten mindestens 25 Personen.
Am 4. November 2011 sprengten sich in Maiduguri vier Selbstmordattentäter von Boko Haram. Unter ihren Zielen war ein Militärstützpunkt in der Stadt. Etwa vier Stunden später griffen Kämpfer der Sekte Ziele in der Nachbarstadt Damaturu an.
Am 20. Februar 2012 verübten Mitglieder der Boko Haram ein Bombenattentat auf einem Fischmarkt, dem 30 Menschen zum Opfer fielen.
Am 29. April 2012 wurden bei einem Angriff auf eine Kirche fünf Menschen getötet, darunter der Pfarrer.
Am 9. Oktober 2012 kam es laut Presseberichten von AP, Reuters und AFP nach einem Bombenanschlag auf eine Militärpatrouille zu einem Massaker:
30 Menschen starben und 50 Gebäude wurden angezündet, als die Soldaten an Anwohnern Vergeltung übten.
Die Armee dementierte, dass Zivilisten getötet worden sein.
Am 15. Oktober griff Boko Haram in Maiduguri an mehreren Orten das Militär mit Bomben an.
Nach Militärangaben wurden 24 der Angreifer getötet und 4 verhaftet, sowie lediglich ein Soldat verletzt, während keine Zivilisten zu Schaden kamen.
Anwohner berichteten, dass Bewaffnete nachmittags einen Markt überfielen, auch ein Verkehrspolizist soll nahe einer Straßensperre des Militärs von einem Bewaffneten erschossen worden sein.
Gegen 18:00 Uhr Ortszeit gab es die erste von bis zu 15 Explosionen, auch eine Grundschule und ein Funkturm sollen angezündet worden sein, es gab Berichte über tote Zivilisten und Soldaten, die das Militär aber dementierte.
Das Militär riegelte nach Beginn der bis in die Nach hinein andauernden Angriffe die meisten Straßen im Stadtzentrum ab.
Im Mai 2013 kam es wiederum zu Kämpfen in Maiduguri und benachbarten Städten, als die nigerianische Armee dort Ausgangssperren über ganze Stadtteile verhängte und gewaltsam gegen Boko Haram vorging.
Am 25. Januar 2015 erfolgte ein Angriff von Boko Haram auf die Stadt, der durch das nigerianische Militär zurückgeschlagen wurde. Eine Woche später folgte am 1. Februar 2015 ein zweiter Angriff, wobei die nigerianische Armee nach Augenzeugenberichten von bewaffneten Einwohnern im Kampf gegen Boko Haram unterstützt wurde. Am 21. September starben bei einer Anschlagsserie in Maiduguri durch die Detonationen dreier Bomben mindestens 55 Personen und 90 weitere wurden verletzt.
Im November 2020 tötete Boko Haram mehr als 40 Landarbeiter und entführte weitere.

## Wirtschaft und Verkehr

### Wirtschaft
Die Stadt gilt als für nigerianische Verhältnisse reich. Es gibt Villen mit Privatmoscheen. Der Schmuggel mit Öl blüht.

### Verkehr
Seit dem Jahr 1964 endet in Maiduguri die Eisenbahnlinie von Jos.
Zudem befindet sich hier der größte Flughafen in Borno, der unter anderem von Abuja und Lagos aus angeflogen wird.
In Maiduguri kreuzen sich zwei wichtige Nationalstraßen:
- die A3, aus Richtung Bauchi zur kamerunischen Grenze bei Gambaru und kurz darauf nach N’Djamena im Tschad, Teil des Transafrican Highway Nr. 5, des Dakar-N’Djamena-Highway, und
- die A4, aus Richtung Numan kommend zur kamerunischen Grenze bei Limani.